# Frente País Solidario
El Frente País Solidario (FREPASO) fue una confederación de partidos políticos de centroizquierda de Argentina constituida en 1994 por el Frente Grande, el partido Política Abierta para la Integridad Social (PAIS), la Unidad Socialista —integrada por el Partido Socialista Popular y el Partido Socialista Democrático—, y el Partido Demócrata Cristiano. Se disolvió de hecho luego de la crisis política de diciembre de 2001.

## Origen
En 1993 se había constituido el Frente Grande con miembros progresistas del peronismo que denunciaron las políticas y la presunta corrupción del gobierno de Carlos Menem. Estaba integrado por:
- sectores provenientes del peronismo distanciados del menemismo;
- el Frente del Sur de Fernando "Pino" Solanas y los que tenían su antecedente en el Grupo de los 8 diputados del PJ que se habían separado del oficialismo (Carlos "Chacho" Álvarez);
- sectores vinculados al movimiento de Derechos Humanos (Graciela Fernández Meijide);
- grupos de la Democracia Cristiana (Carlos Auyero y Carlos Custer);
- el Partido Comunista;
- el Partido Intransigente;
- sectores del Partido Humanista (Línea Silo de La Comunidad);
- independientes que no habían tenido participación política.

El Frente Grande obtuvo tres diputados nacionales en las elecciones del 3 de octubre de 1993, dos en Capital Federal (Álvarez y Fernández Meijide) y uno en la provincia de Buenos Aires (Solanas).
En 1993 y 1994 el Frente Grande se opuso a la reforma de la Constitución Nacional y capitalizó el descontento del electorado urbano con el radicalismo por el acuerdo entre Alfonsín y Menem en el Pacto de Olivos. En las elecciones para convencionales constituyentes del 10 de abril de 1994 el Frente Grande se constituyó en la tercera fuerza del país, ganó en la Capital Federal y en Neuquén y obtuvo 38 de los 305 convencionales (Carlos "Chacho" Álvarez, Carlos Auyero, Esteban Melino, Eduardo Barcesat, Juan Pablo Cafiero, Graciela F. Meijide, Aníbal Ibarra, Juan Carlos Alegre, Alicia Oliveira, Alberto Piccinini, Adriana Puiggrós, Mauro Bianchi, Pino Solanas, Eugenio Zaffaroni, entre otros).
Tras estas elecciones se alejaron del Frente Grande algunos sectores (Solanas, el PC) que se oponían a su moderado programa económico, al personalismo de algunos dirigentes y a la valorización de la democracia liberal.  

### Nueva conformación
Por otra parte, ingresaron a lo que luego sería el FREPASO algunos radicales disconformes, como el excanciller Dante Caputo, Norberto Ipoli y el exdiputado Carlos Raimundi. 
En 1994 el FREPASO realizó un proceso electoral abierto para elegir entre Álvarez y Bordón para la candidatura a Presidente de la Nación, en la cual se impuso este último por ajustado margen, aunque el resultado no estuvo nunca claro. En las elecciones presidenciales de 1995 el FREPASO obtuvo el 29,99% de los votos, relegando a la UCR por primera vez en su historia al tercer lugar, y se constituyó en la tercera fuerza en la Cámara de Diputados. De todas maneras, el FREPASO carecía de una fuerza electoral estable más allá de su penetración en sectores del electorado urbano, en particular en la Capital Federal, Gran Buenos Aires y Rosario.
Luego de las elecciones presidenciales, Bordón se alejó del FREPASO cuando fue rechazada su propuesta de sumar a Gustavo Beliz.
En octubre de 1995 el FREPASO ganó las elecciones de senador en la Capital Federal con Graciela Fernández Meijide como candidata, pero al año siguiente su candidato, el socialista Norberto Laporta, perdió en las primeras elecciones para Jefe de Gobierno de la Ciudad de Buenos Aires frente al radical Fernando de la Rúa.
En 1997 el FREPASO conformó con la Unión Cívica Radical la Alianza por el Trabajo la Justicia y la Educación, que obtuvo un resonante triunfo en todo el país en las elecciones legislativas de octubre.
Eugenio Raúl Zaffaroni fue diputado del FREPASO de la Ciudad de Buenos Aires desde 1997 al 2000 y presidente del bloque desde 1997 a 1999
Álvarez encabezó la lista triunfante en la Capital Federal y Fernández Meijide en la provincia de Buenos Aires, donde venció a la candidata del Partido Justicialista, Chiche Duhalde.
En 1998 Graciela Fernández Meijide perdió frente al radical Fernando de la Rúa en las elecciones internas para establecer el candidato presidencial de la Alianza, cuya fórmula se completó con "Chacho" Álvarez, quien fue elegido vicepresidente. Consagrada Fernández Meijide como candidata a gobernadora de Buenos Aires, su derrota electoral fue un golpe para el FREPASO y para la Alianza.
A comienzos de 2000, el frepasista Aníbal Ibarra resultó elegido en primera vuelta Jefe de Gobierno de la Ciudad Autónoma de Buenos Aires por la Alianza con el 49% de los votos frente al 30% de Domingo Cavallo.
El FREPASO integró el gobierno de la Alianza (1999-2001), integrando el gabinete con ministros Fernández Meijide (Desarrollo Social) y Alberto Flamarique (Trabajo). Este sería cuestionado por su participación en la ley de reforma laboral que desató el escándalo de sobornos en el Senado, que llevó a la renuncia del vicepresidente Álvarez.
Durante el gobierno de la Alianza, Darío Pedro Alessandro fue el presidente del bloque de diputados del FREPASO y de la Alianza. Tras la renuncia de Álvarez, el FREPASO continuó su apoyo al gobierno de De la Rúa, aunque con reticencias y menor presencia institucional. El FREPASO no pudo sobrellevar la caída de la Alianza el 20 de diciembre de 2001 y la coalición desapareció. El Frente Grande (partido que fue eje del FREPASO) existe como partido, al igual que la mayoría de los partidos que lo conformaron.

## Miembros
| Partido | Partido | Partido                                    | Líder                           | Ideología                                   | Posición        |
| ------- | ------- | ------------------------------------------ | ------------------------------- | ------------------------------------------- | --------------- |
|         |         | Frente Grande                              | Carlos Alberto «Chacho» Álvarez | Peronismo Socialdemocracia                  | Centroizquierda |
|         |         | Política Abierta para la Integridad Social | José Octavio Bordón             | Peronismo Socialdemocracia                  | Centro          |
|         |         | Partido Intransigente                      | Oscar Alende                    | Socialismo democrático Yrigoyenismo         | Izquierda       |
|         |         | Partido Demócrata Cristiano                | Mario Alfredo Marturet          | Democracia cristiana Conservadurismo social | Centro          |
|         |         | Partido Socialista Democrático             | Alfredo Bravo                   | Socialdemocracia                            | Centroizquierda |
|         |         | Partido Socialista Popular                 | Guillermo Estévez Boero         | Socialismo democrático                      | Izquierda       |

## Resultados electorales

### Presidenciales
| Año  | Fórmula             | Fórmula        | Primera vuelta | Primera vuelta | Segunda vuelta | Segunda vuelta | Resultado  | Nota    |
| Año  | Presidente          | Vicepresidente | Votos          | %              | Votos          | %              | Resultado  | Nota    |
| ---- | ------------------- | -------------- | -------------- | -------------- | -------------- | -------------- | ---------- | ------- |
| 1995 | José Octavio Bordón | Carlos Álvarez | 5.096.104      | 29.30%         |                |                | No electos |         |
| 1999 | Fernando de la Rúa  | Carlos Álvarez | 9.167.220      | 48.37%         |                |                | Electos    | Alianza |

### Cámara de Diputados
| Año  | Votos     | %      | Bancas ganadas | Total de bancas | Posición  | Presidencia                      | Nota                    |
| ---- | --------- | ------ | -------------- | --------------- | --------- | -------------------------------- | ----------------------- |
| 1995 | 3.507.792 | 20.69% | 25/127         | 25/257          | Oposición | Carlos Saúl Menem (PJ)           |                         |
| 1997 | 8.103.205 | 46.95% | 63/127         | 111/257         | Oposición | Carlos Saúl Menem (PJ)           | Alianza (UCR y FREPASO) |
| 1999 | 8.091.473 | 43.70% | 63/127         | 126/257         | Gobierno  | Fernando de la Rúa (UCR/Alianza) | Alianza (UCR y FREPASO) |
| 2001 | 3.330.257 | 23.30% | 35/127         | 80/257          | Gobierno  | Fernando de la Rúa (UCR/Alianza) | Alianza (UCR y FREPASO) |

### Senado
| Año  | Votos     | %      | Total de bancas | Posición  | Presidencia                      |
| ---- | --------- | ------ | --------------- | --------- | -------------------------------- |
| 1995 | 3.599.764 | 21,23% | 3/72            | Oposición | Carlos Saúl Menem (PJ)           |
| 2001 | 3.340.245 | 23.34% | 25/72           | Gobierno  | Fernando de la Rúa (UCR/Alianza) |